# Setge de Morella (1840)
El Setge de Morella de 1840 fou un dels episodis de la primera guerra carlina

## Antecedents
La rebel·lió va esclatar després de la convocatòria de les Corts el 20 de juny de 1833 quan el pretendent don Carles, refugiat a Portugal es va negar a jurar lleialtat a Maria Cristina de Borbó-Dues Sicílies i l'1 d'octubre, recolzat per Miquel I de Portugal va el seu dret al tron. A Morella Rafael Ram de Viu Pueyo va proclamar rei a Carles V el 13 de novembre, tot i que va ser ocupada per forces liberals el 10 de desembre, i a la mort de Ram de Viu Manuel Carnicer va assumir la prefectura militar de l'exèrcit carlí al Baix Aragó i el Maestrat. L'execució de Carnicer va ocasionar l'assumpció del comandament del front per Ramon Cabrera. A la primavera de 1836, aquest ja comandava 6.000 homes i 250 cavalls que operaven a l'entorn de Cantavella, que va fortificar i es va convertir en el centre d'operacions, amb una presó, fàbrica d'artilleria i dos hospitals.
Cabrera es va afegir a l'Expedició Gómez per intentar prendre Madrid, deixant afeblit el Maestrat, i un cop superat el període de paralització de l'exèrcit causat pel Motí de la Granja de San Ildefonso, es va nomenar Evaristo San Miguel com a comandant de l'exèrcit del Centre, que va capturar Cantavella, recuperada en 24 d'abril de 1837, en un atac simultani dels carlins a Cantavella, Sant Mateu i Benicarló. El 31 de gener de 1838, procedent de Benicarló, entrava Ramon Cabrera a Morella.
El 9 de febrer Cabrera posà setge a Gandesa i el març el coronel Juan Cabañero va assaltar Saragossa però els saragossans van lluitar contra els invasors, que van fugir. A continuació queien Calanda, Alcorisa i Samper, i després del fallit assalt a Alcanyís, la vila va quedar bloquejada i aïllada fins al final de la guerra, i Cabrera va seguir expandint el seu territori. Amb la derrota liberal a l'Acció de Maella, els ànims liberals caigueren i els liberals temeren una invasió carlina a l'interior, i van Halen va incrementar la defensa a Terol, Saragossa i València.
Llangostera rebé ordres d'atacar Casp i Forcadell a Xèrica, on fou derrotat, entrant a Calataiud en 16 de novembre, i a continuació Forcadell i Llangostera van atacar les riberes del Xúquer i el Guadalaviar en cerca de provisions, provocant que Emilio Borso di Carminati enviés al seu encontre a Juan de la Pezuela i Narciso Lopez respectivament. El 6 de desembre Narciso Lopez dispersava Llangostera a Iniesta (Conca) i a principis de 1839 un carregament anglès de 8.000 fusells destinat al Maestrat fou interceptat pels isabelins i un altre s'incendià.
El 21 de febrer de 1839, el moderat Maroto va ser destituït pel pretendent Carles, cosa que va accelerar les gestions de l'antic cap de l'Estat Major per trobar una solució al conflicte amb el general liberal Espartero, Antonio van Halen y Sarti signà el Conveni de Segura i va decidir-se a recuperar el fort de Segura de los Baños i va atacar-lo, però fou interceptat per Cabrera i va haver de desistir, i Cabrera va decidir atacar Vilafamés per distreure l'atenció i evitar els atacs sobre Segura de Baños, que es considerava la clau per la conquesta d'Aragó.
Cabrera va caure malalt però el mes de maig ja recuperat va atacar Castella mentre els seus generals atacaven el baix Aragó, assetjant Montalbán. Antonio van Halen y Sarti fou rellevat al comandament de l'exèrcit del Centre per Agustín Nogueras Pitarque, amb ordres de conservar el territori i impedir la unió de Cabrera amb el front català, però dimití i fou substituït per Leopoldo O'Donnell.
Amb la signatura del Conveni de Bergara l'agost de 1839 Ramon Cabrera es va veure aïllat i encerclat per les forces liberals, que a finals de 1839 havien muntat una línia de fortificacions des d'Alcanyís a Castel de Cabra, per incomunicar i assetjar una a una les posicions carlines: Espartero pren Segura el 27 de febrer i poc després Castellote mentre des del sud O'Donnell ocupà Aliaga, Alcalá de la Selva, i finalment Cantavella l'11 de maig. A principis de maig de 1840 Cantavella, Sant Mateu (Baix Maestrat), Benicarló, La Galera i Ulldecona havien caigut en mans liberals i Cabrera es va retirar a La Sénia, on va combatre amb O'Donnell.

## El setge
Baldomero Espartero, dirigint-se des d'Alcanyís enmig d'una gran nevada va arribar a Morella el 18 de maig de 1840, i per la intensitat de la nevada fins al 23 de maig no va començar el foc de canó contra el fort de Sant Pere Màrtir, fins que després de dos dies de bombardejos la guarnició va capitular, i la guarnició del fort de la Querola, després d'una escaramussa i vist com havia anat a Sant Pere, van decidir retirar-se a Morella.
Entre el 26 i les 6 de la matinada del 29, Morella va patir un fort bombardeig, que va causar entre altres danys l'explosió del polvorí, i el governador Pere Beltran Peret del Riu va acordar abandonar la ciutat aquella mateixa nit, primer un batalló de soldats manats pel mateix governador, després els civils, i al final la resta de la tropa. Els assetjadors van detectar la fugida, i van atacar-los, provocant la retirada a Morella, però la guarnició els va confondre amb assaltants i els va disparar, fugint al pont llevadís de la Porta dels Estudis, però les cadenes es van trencar del pes, i finalment se'ls van obrir les portes, amb desenes de morts. El 30 de maig els assetjats van proposar una honrosa capitulació, que Espartero no va acceptar i es van rendir com a presoners de guerra.

## Conseqüències
Pere Beltran i moltes de les companyies que anaven a l'avantguarda quan van abandonar la plaça es van salvar travessant el campament de l'exèrcit liberal, unint-se a Ramon Cabrera a La Sénia, i Morella fou saquejada pels liberals. Baldomero Espartero va unir el Ducat de Morella als seus títols de Príncep de la Pau i Duc de la Victòria. La pèrdua del castell de Morella va ser el símbol que va certificar la derrota carlina i el final de la guerra al Maestrat, i Cabrera, amb els 10.000 homes que tenia va anar a Berga, d'on Josep Segarra havia fugit després de la batalla de Peracamps,
Els carlins que quedaven a La Manxa foren derrotats a la batalla d'Olmedilla, i els de Burgos a la batalla de Zalduendo, i Cabrera fou desallotjat per Baldomero Espartero, fugint a França i acabant la guerra, tot i que petites partides com la de Pere Beltran encara eren actives i foren eliminades.
Els exiliats van haver de tornar a Espanya en dictar-se una amnistia en 1841.